# رامون كوندي
رامون كوندي (بالإسبانية: Ramón Conde)‏ هو لاعب كرة قاعدة أمريكي، ولد في 29 ديسمبر 1934 في خوانا دياز ‏ في الولايات المتحدة.

## وصلات خارجية
- رامون كوندي على موقعبيزبول رفرنس.كوم (الدوري الرئيسي) (الإنجليزية)
- رامون كوندي على موقعبيزبول رفرنس.كوم (الدوري الثانوي) (الإنجليزية)